# Neotanypeza flavitibia
Neotanypeza flavitibia är en tvåvingeart som beskrevs av Willi Hennig 1936. Neotanypeza flavitibia ingår i släktet Neotanypeza och familjen långbensflugor. Inga underarter finns listade i Catalogue of Life.